# 上海东方渔人码头
上海东方渔人码头簡稱东方渔人码头、杨浦渔人码头，是位於中華人民共和國上海市楊浦區楊浦濱江的一個商業綜合體，南至黃浦江邊，滨江岸线长度约700米，西至楊樹浦水廠，東至楊樹浦港，北至楊樹浦路，由1栋办公楼、2栋商业楼商业楼组成。建筑面积约18.2万平方米，办公面积约5.5万平方米，商业面积约4.3万平方米。

## 歷史
东方渔人码头前身是中国第一海洋鱼货市场，俗称上海鱼市场。一開始位於十六铺，後來搬到了复兴岛。中國抗日战爭結束後，国民政府在江浦路建成中国第一海洋鱼货市场，1990年建成5万平方米的上海水产品中心批发市场。後來鱼市场關閉。2007年东方渔人码头一期工程开工建设。2010年建成。
2022年8月12日下午，东方渔人码头进行临时管控，8月13日22：00解除管控。8月14日10：00恢复正常营业。